# Monitormedier
Monitormedier A/S er et dansk datterselskab af JP/Politikens Hus, der udgiver ni digitale nichemedier om forskellige områder i velfærdssamfundet. Medierne er alle abonnementsbaserede.
Virksomheden hed oprindeligt Politiken Nicher og lancerede sit første medie, Politiken Skoleliv, i 2017. Siden kom medierne Politiken Sundhed, Politiken Byrum og Politiken Miljø & Klima til, men i forbindelse med at JP/Politikens Hus i 2020 købte Monitormedia, der udgav nichemediet Kulturmonitor fusioneredes Monitormedia med Politiken Nicher og fortsatte som Monitormedier. Samtidig ændredes navnene på medierne, så de alle ender på -monitor.
Ansvarshavende chefredaktør for medierne er Anders Jerking.

## Medier
- Skolemonitor
- Byrummonitor
- Sundhedsmonitor
- Klimamonitor
- Kulturmonitor
- Idrætsmonitor
- Turistmonitor
- Seniormonitor
- Socialmonitor